# كيربيروس
في شبكات الحاسوب، كيربيروس (بالإنجليزية: Kerberos)‏ هو بروتوكول للمصادقة يعمل على أساس إعطاء «تذاكر» للسماح للعقد بالتواصل عبر شبكة غير آمنة لإثبات هويتهم لبعضها البعض بطريقة آمنة. تم تصميم هذا البروتوكول في المقام الأول على نموذج خدمة العملاء ويوفر مصادقة كل من المستخدم والخادم بالتحقق من هوية كل منهما. رسائل بروتوكول كيربيروس محمية ضد هجمات التنصت.
كيربيروس يبني على الترميز بالمفتاح المتناظر، ويتطلب طرف ثالث موثوق به، وبشكلٍ اختياري فقد يستخدم هذا البروتوكول الترميز بالمفتاح العمومي خلال مراحل معينة من المصادقة. يستخدم كيربيروس المنفذ UDP 88 افتراضياً.

## تاريخ البروتوكول وتطويره
طوّر معهد ماساتشوستس للتكنولوجيا هذا البروتوكول لحماية خدمات الشبكة التي يقدمها مشروع أثينا. ويستند هذا البروتوكول على بروتوكول سابق هو بروتوكول نيدهام-شرودر بروتوكول "Needham–Schroeder protocol". ثم تم اعطاؤه الاسم Kerberos (أو سيربيروس) من الأساطير اليونانية، وهو كلب حراسة متوحش بثلاث رؤوس. وتوجد عدة إصدارات من البروتوكول.